# Vlčkov
Vlčkov je obec v okrese Svitavy v Pardubickém kraji. Žije zde 108 obyvatel.

## Historie
První písemná zmínka o obci pochází z roku 1292.

## Exulanti
Z obce Vlčkov uprchl v roce 1750 do Münsterbergu v pruském Slezsku Jakub Proksa a Jiří Proksa s rodinami.

## Obyvatelstvo
| Rok            | 1869 | 1880 | 1890 | 1900 | 1910 | 1921 | 1930 | 1950 | 1961 | 1970 | 1980 | 1991 | 2001 | 2011 | 2021 |
| -------------- | ---- | ---- | ---- | ---- | ---- | ---- | ---- | ---- | ---- | ---- | ---- | ---- | ---- | ---- | ---- |
| Počet obyvatel | 280  | 295  | 288  | 271  | 264  | 264  | 271  | 181  | 171  | 132  | 109  | 97   | 101  | 98   | 100  |
| Počet domů     | 41   | 41   | 42   | 42   | 44   | 44   | 45   | 47   | 44   | 39   | 34   | 40   | 45   | 46   | 49   |

## Obecní správa
V roce 1869 Vlčkov byly jako osada obce k Sloupnici v okrese Litomyšl. Od roku 1880 je obcí v okrese Litomyšl (1880–1950), poté v okrese Ústí nad Orlicí (1961–2006) a od 1. ledna 2007 v okrese Svitavy.

## Galerie

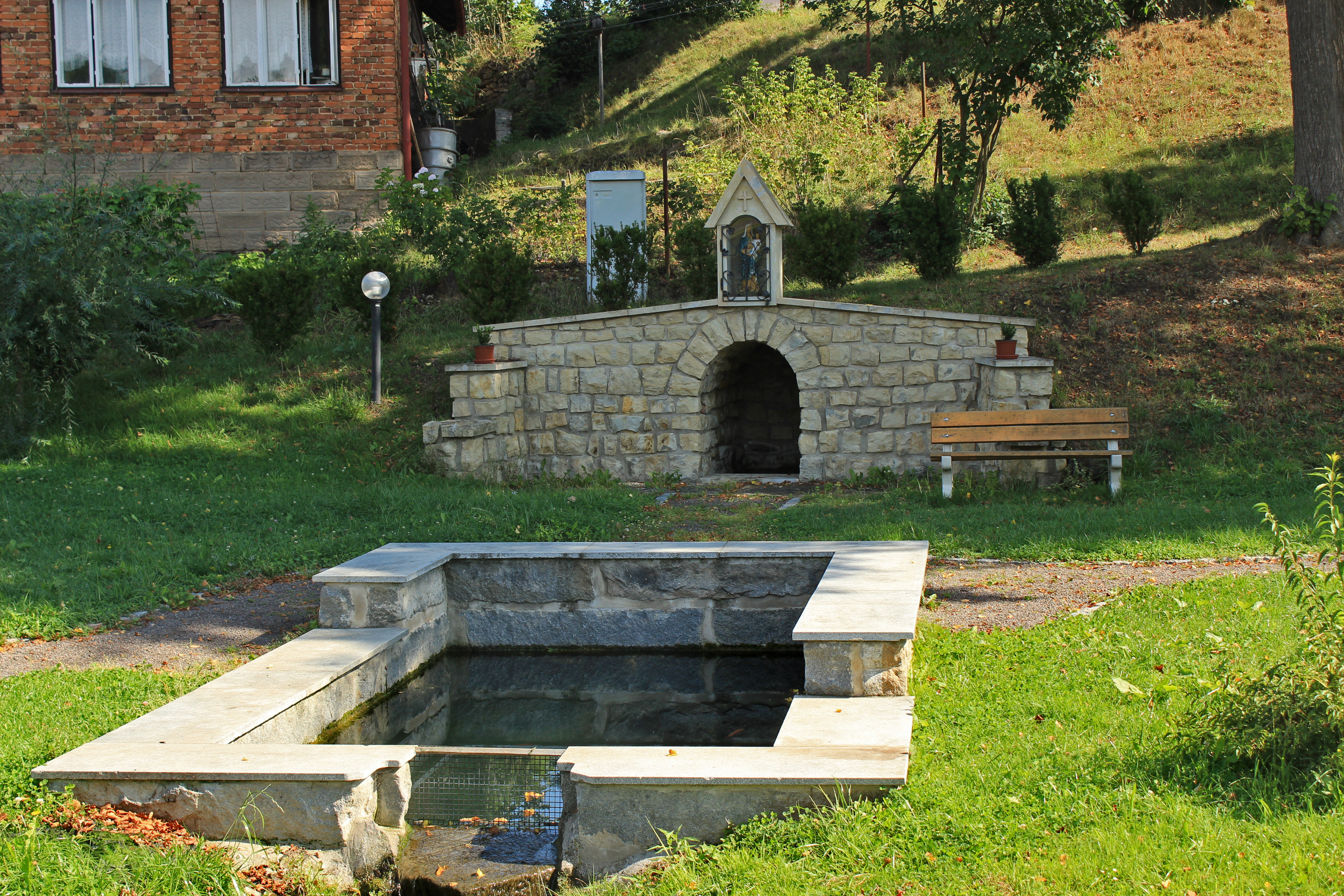
Upravená studánka
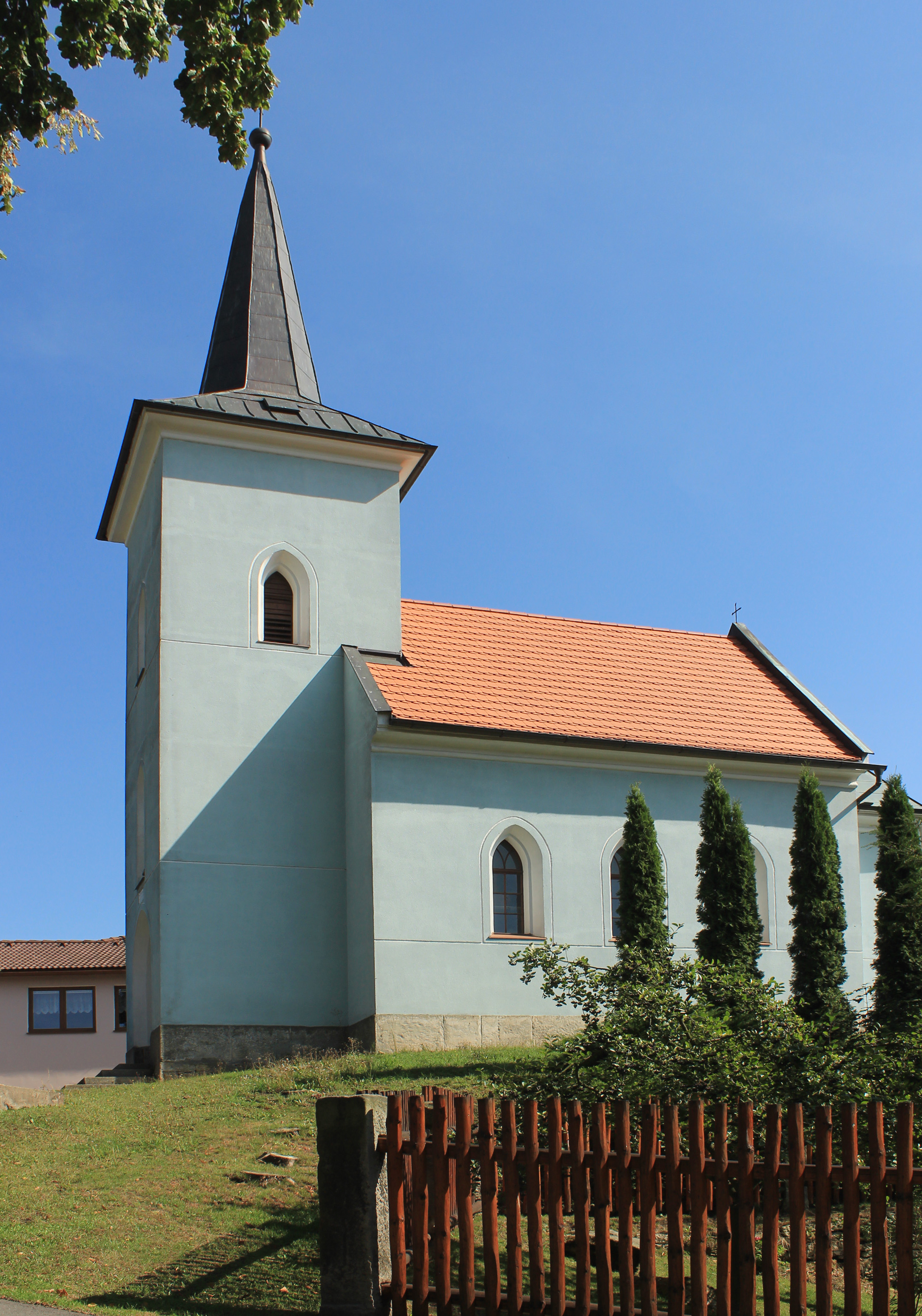
Kaple Panny Marie
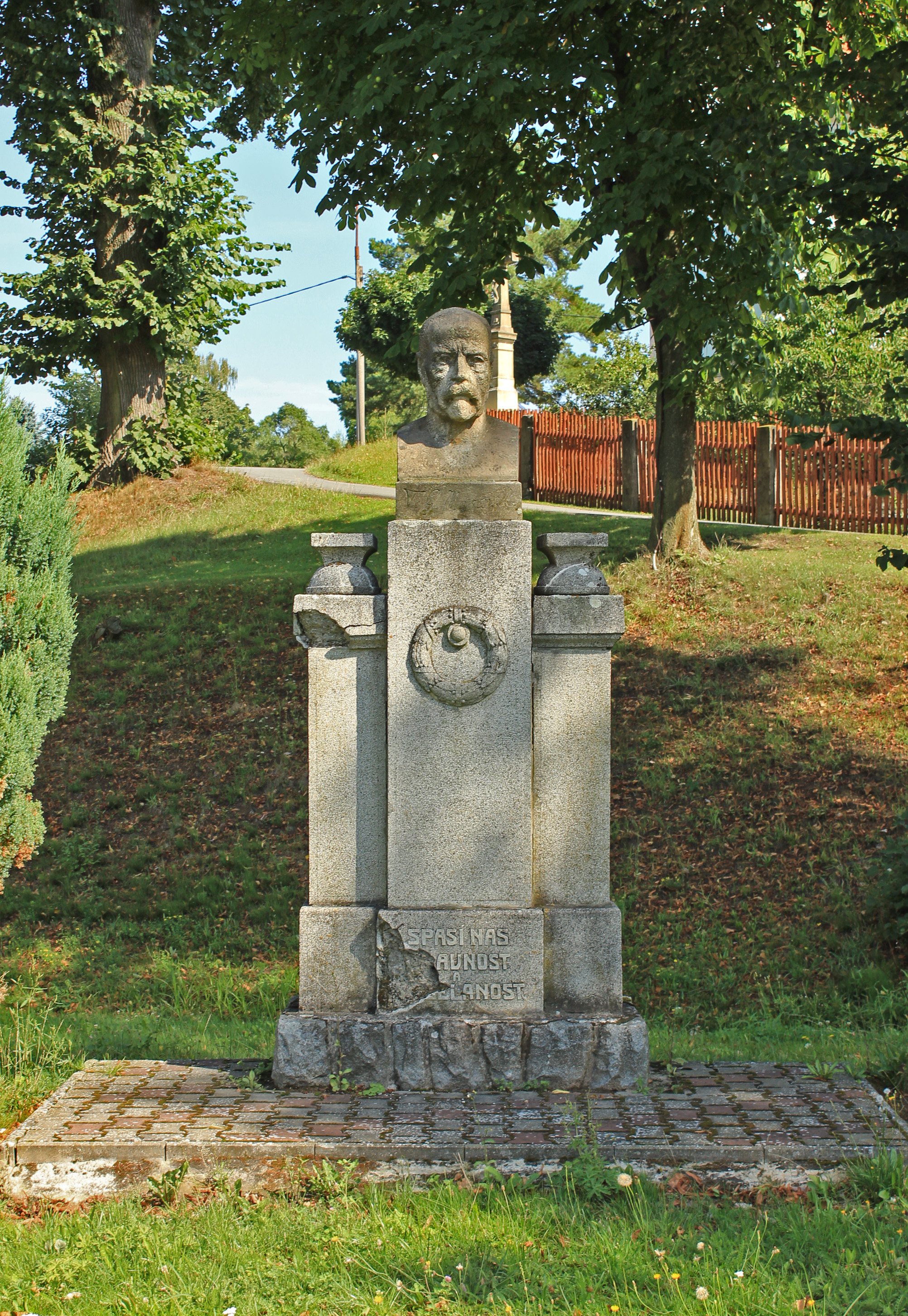
Masarykova socha